# (33343) 1998 XT10
(33343) 1998 XT10 es un asteroide del cinturón de asteroides. Posee una excentricidad de 0.07371800, con una inclinación de 7.27894º.
Este asteroide fue descubierto el día 15 de diciembre de 1999 por el ODAS en Caussols